# Pallacanestro agli Island Games 2017 - Torneo femminile
La pallacanestro fu uno dei 14 sport organizzati agli Island Games 2017.
La competizione ha visto la vittoria di Minorca, alla quarta affermazione in questa competizione.

## Prima Fase

### Girone A
| Team         | Pts. | V - P | Pf - Ps   |
| ------------ | ---- | ----- | --------- |
| Gotland      | 6    | 3 - 0 | 290 - 143 |
| Isole Cayman | 4    | 2 - 1 | 228 - 182 |
| Gibilterra   | 2    | 1 - 2 | 259 - 211 |
| Jersey       | 0    | 0 - 3 | 55 - 296  |

| Gotland 25 giugno 2017 | Gotland | 106 – 18 | Jersey |  |

| Gotland 26 giugno 2017 | Isole Cayman | 56 – 89 | Gotland |  |

| Gotland 26 giugno 2017 | Jersey | 23 – 111 | Gibilterra |  |

| Gotland 27 giugno 2017 | Gotland | 95 – 69 | Gibilterra |  |

| Gotland 27 giugno 2017 | Isole Cayman | 79 – 14 | Jersey |  |

| Gotland 28 giugno 2017 | Gibilterra | 79 – 93 | Isole Cayman |  |

### Girone B
| Team         | Pts. | V - P | Pf - Ps   |
| ------------ | ---- | ----- | --------- |
| Minorca      | 4    | 2 - 0 | 181 - 68  |
| Guernsey     | 2    | 1 - 1 | 107 - 120 |
| Isola di Man | 0    | 0 - 2 | 50 - 150  |

| Gotland 25 giugno 2017 | Minorca | 87 – 24 | Isola di Man |  |

| Gotland 26 giugno 2017 | Isola di Man | 26 – 63 | Guernsey |  |

| Gotland 27 giugno 2017 | Guernsey | 44 – 94 | Minorca |  |

## Seconda Fase

### Piazzamenti 5º-7º posto
| Team         | Pts. | V - P | Pf - Ps  |
| ------------ | ---- | ----- | -------- |
| Gibilterra   | 4    | 2 - 0 | 191 - 67 |
| Isola di Man | 2    | 1 - 1 | 109 - 99 |
| Jersey       | 0    | 0 - 2 | 42 - 176 |

| Gotland 26 giugno 2017 | Jersey | 23 – 111 | Gibilterra |  |

| Gotland 28 giugno 2017 | Jersey | 19 – 65 | Isola di Man |  |

| Gotland 29 giugno 2017 | Gibilterra | 80 – 44 | Isola di Man |  |

### Semifinali
| Gotland 29 giugno 2017 | Gotland | 77 – 36 | Guernsey |  |

| Gotland 29 giugno 2017 | Minorca | 121 – 61 | Isole Cayman |  |

### Finali
3º-4º posto
| Gotland 30 giugno 2017 | Guernsey | 60 – 55 | Isole Cayman |  |

1º-2º posto
| Gotland 30 giugno 2017 | Gotland | 51 – 76 | Minorca |  |

## Classifica
| Oro     | Minorca      |
| Argento | Gotland      |
| Bronzo  | Guernsey     |
| 4.      | Isole Cayman |
| 5.      | Gibilterra   |
| 6.      | Isola di Man |
| 7.      | Jersey       |

## Fonti
- IslandGames.net: 2017 basketball results (PDF) [collegamento interrotto], su islandgames.net.